# ユーリ・フォアマン
ユーリ・フォアマン（Yuri Foreman、男性、1980年8月5日 - ）は、イスラエルのプロボクサー。ベラルーシ・ホメリ出身。元WBA世界スーパーウェルター級王者。

## 来歴
ベラルーシに生まれ、10歳でイスラエルに移住した。1999年にはアメリカ合衆国に拠点を移した。
2002年1月24日、アメリカ合衆国でプロデビューし、初回TKO勝ち。
2007年12月6日、24戦目でNABF北米スーパーウェルター級王者アンドレイ・ツルカン（ ロシア）に挑戦し、10回判定勝ちで王座を獲得した。同王座は2度の防衛に成功した。
2009年6月27日、IBF世界スーパーウェルター級王座挑戦者決定戦でコーネリアス・バンドレッジ（ アメリカ合衆国）と対戦し、3回に偶発的なバッティングで右瞼をカットし続行不可能となりノーコンテストとなった。
2009年11月14日、WBA世界スーパーウェルター級王者ダニエル・サントス（ プエルトリコ）に挑戦し、12回3-0の判定勝ち。無敗（28勝1NC）のまま世界王座を獲得した。この試合はマニー・パッキャオ vs. ミゲール・コットの前座として行われ、その後、パッキャオの対戦相手としても候補に挙げられた。
2010年6月5日、ニューヨークのヤンキースタジアムにて、元世界2階級制覇王者のミゲール・コット（ プエルトリコ）と初防衛戦を行い、序盤から挑戦者に一方的に攻められ続けて9RTKO負け。王座から陥落するとともに、キャリア初黒星を喫した。
2011年3月12日、アメリカ・ネバダ州ラスベガスMGMグランドにて、ミゲール・コットVSリカルド・マヨルガの前座として登場。パヴェウ・ヴォラク（ ポーランド）と対戦し、6回終了時に陣営が試合を棄権したことによる6回終了TKO負けで自身初の2連敗となった。試合後に引退を表明した。
2013年1月23日、引退を撤回して2年ぶり復帰戦を行い6回3-0の判定勝ちを収める。
2014年6月7日、セルヒオ・マルチネスVSミゲール・コットの前座でホルヘ・メンデスと試合予定であったが、フォアマンが突然5月19日にチーム内のいざこざが原因として引退を発表した。
2015年10月29日、同年12月5日にバークレイズ・センターで復帰戦を行うと発表された。
2015年12月5日、再び引退を撤回して、約2年ぶりの試合をバークレイズ・センターでスーパーウェルター級8回戦を行い、8回3-0（3者共77-75）の判定勝ちを収め復帰戦を白星で飾った。
2016年6月3日、ニューヨーク市クイーンズ区でジェイソン・デービスとスーパーウェルター級8回戦を行い、2回1分55秒TKO勝ちを収めた。
2016年12月8日、WBAは最新ランキングを発表し、フォアマンをWBA世界スーパーウェルター級9位にランクインした。
2017年1月13日、フロリダ州ハイアリアのハイアリアパーク競馬場でWBA世界スーパーウェルター級スーパー王者でIBO世界スーパーウェルター級王者のエリスランディ・ララと対戦し、4回1分17秒KO負けを喫しWBAスーパー王座の獲得並びにIBO王座の獲得に失敗した。

## 獲得タイトル
- NABF北米スーパーウェルター級王座（防衛2=返上）
- WBA世界スーパーウェルター級王座（防衛0）